# Вечин
Вечин (пол. Wieczyn) — село в Польщі, у гміні Чермін Плешевського повіту Великопольського воєводства.
Населення — 396 осіб (2011).
У 1975-1998 роках село належало до Каліського воєводства.

## Демографія
Демографічна структура станом на 31 березня 2011 року:
|          | Загалом | Допрацездатний вік | Працездатний вік | Постпрацездатний вік |
| -------- | ------- | ------------------ | ---------------- | -------------------- |
| Чоловіки | 205     | 38                 | 154              | 13                   |
| Жінки    | 191     | 34                 | 126              | 31                   |
| Разом    | 396     | 72                 | 280              | 44                   |